# 대한양궁협회
대한양궁협회(大韓洋弓協會, Korea Archery Association, KAA)는 대한민국의 양궁 종목 행정을 총괄하는 스포츠 행정 기구이다. 1922년 7월 11일에 '조선궁술연구회'로 설립되었고, 1946년 2월 10일에 '조선궁도협회'로 명칭을 변경했다. 1948년 8월 25일에 '조선궁도협회'로 명칭을 변경하고, 1983년 3월 4일에 '대한양궁협회'로 분리했다.

## 연혁
- 1922년 7월 11일 조선궁술연구회 발족
- 1948년 8월 25일 대한궁도협회 개칭.
- 1962년 미8군에 근무하던 에로트 중령이 남산 석호정(국궁활터)에서 처음으로 양궁의 시범을 보임.
- 1963년 7월 FITA(국제양궁연맹) 가입
- 1963년 9월 한국일보사가 주최한 전국남녀활쏘기대회에서 30m 양궁 시범 경기 도입(워커힐, 최초의 양궁 경기).
- 1978년 12월 아시아궁도(양궁)연맹 창설. 한국 가입.
- 1983년 3월 대한궁도협회에서 분리하여 대한양궁협회 결성.

## 산하 단체
- 한국중고양궁연맹
- 한국대학양궁연맹
- 한국생활체육양궁연맹
- 한국실업양궁연맹

## 참고 문헌
- 〈대한양궁협회〉. 《두피디아》. 두산.
- 〈대한양궁협회〉. 《한국민족문화대백과사전》. 한국학중앙연구원.
- “대한체육회 회원종목단체 경영공시”. 대한체육회.

## 같이 보기
- 대한민국의 양궁
- 대한장애인양궁협회